# The Nutt House
The Nutt House inicialmente intitulado The Nutty Nut, (Brasil: Nut - Nasceu Burro, Não Aprendeu Nada, Esqueceu A Metade / Portugal: Doidos Varridos) é um filme de 1992 dirigido por Adam Rifkin. É estrelado por Stephen Kearney, Traci Lords e Amy Yasbeck. Foi o último filme de Emil Sitka, Sandra Gould e King Moody.

## Enredo
Os gêmeos idênticos Philbert e Nathan foram separados no nascimento. Philbert é bem sucedido homem de negócios, casado com a rica herdeira Diane, tem caso sua governanta Miss Tress, e está no meio de uma campanha política para o presidente dos Estados Unidos. Nathan sofre de um caso grave de transtorno de personalidade múltipla e passou a vida em um hospício. Nathan escapa e vai ao encontro de seu irmão, aparece na porta de seu irmão e o que começa como uma espiral de casos de identidade trocadas fora de controle.

## Elenco
- Stephen Kearney como Philbert Nutt e Nathan Nutt
- Traci Lords como Miss Tress
- Amy Yasbeck como Diane Nutt
- Robert Trebor como amigo
- Robert Colbert como Médico
- Emil Sitka como Geeves
- Sandra Gould como Ma Belle

## Produção
O filme foi inicialmente pensado como uma homagem aos curtas de The Three Stooges e dos Irmãos Marx, e as comédias pastelões de Jerry Lewis. As filmagens ocorreram em Los Angeles, Califórnia, entre 10 de junho e 30 de agosto de 1991.
As tensões criativas entre o diretor Scott Spiegel e um dos produtores do filme, Brad Wyman, resultaram na substituição do Spiegel por outro diretor, Adam Rifkin, com três semanas de produção. Wyman mais tarde afirmou que se arrependeu de ter demitido Spiegel e culpou o fato de que ele (Wyman) "não era um produtor muito bom na época". Como resultado, os roteiristas do filme, Sam Raimi, Ivan Raimi, Bruce Campbell e Scott Spiegel, ficaram tão envergonhados com o resultado final que todos usaram pseudônimos em vez de seus próprios nomes nos créditos.

## Lançamento
O filme foi lançado nos cinemas na Alemanha em 10 de setembro de 1992 e não foi lançado nos Estados Unidos até o verão de 1995, onde foi lançado diretamente para VHS. Foi lançado em DVD nos Estados Unidos pela primeira vez em 1999, lançado pela Image Entertainment e em 2005 pela Ardustry Entertainment.

## Recepção
Entertainment Weekly na sua critica do filme escreveu que "mas o enredo de The Nutt House, tal como é, serve apenas como uma desculpa para o pastelão sem inspiração que faz com que Pauly Shore se pareça com Buster Keaton" e o TV Guide declarou "Enquanto alguns piadas até pontuam, a abordagem óbvia e agressiva de Rifkin telegrafa muitas das piadas e nivela o humor de quase todas elas".